# Diane Ladd

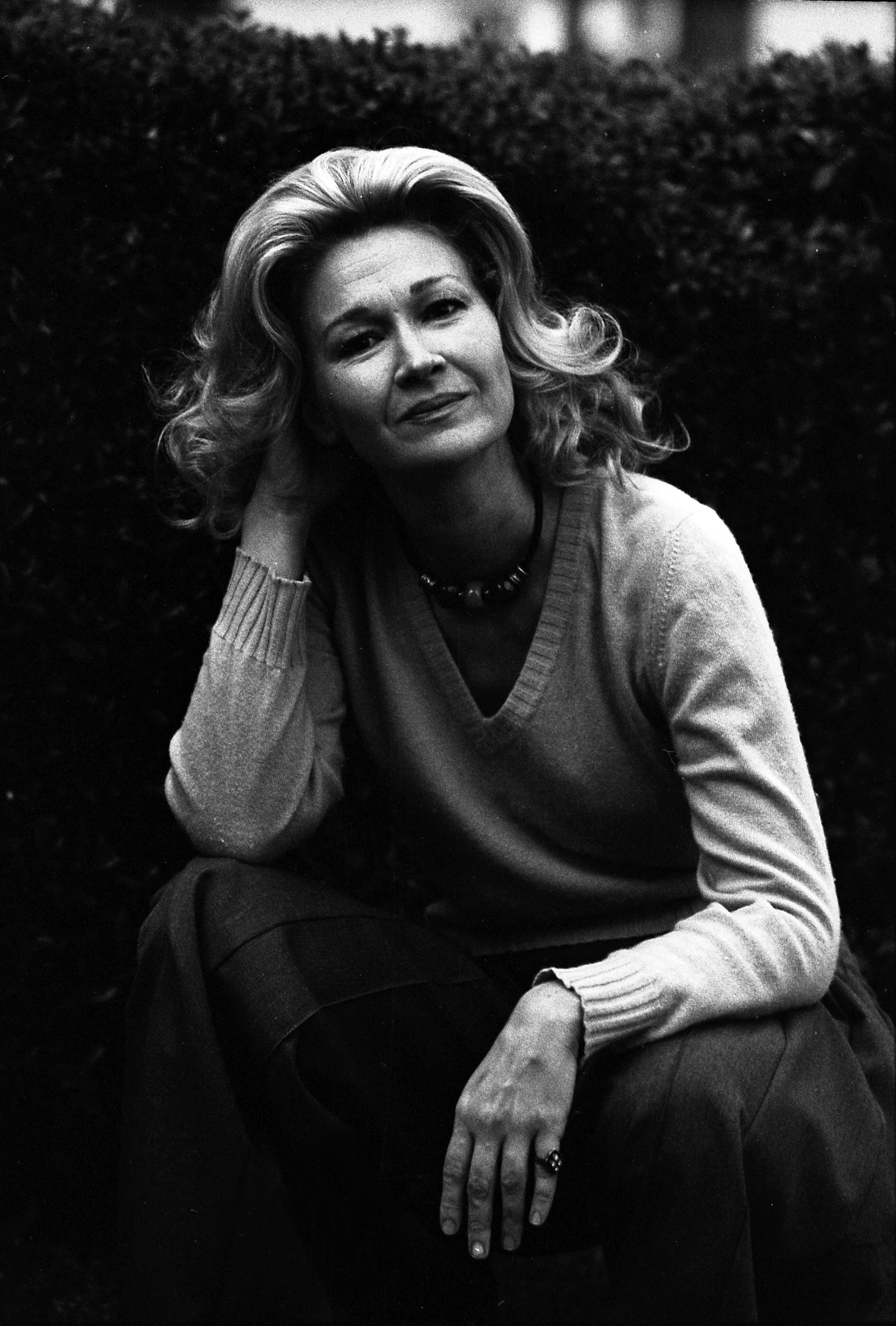
Diane Ladd (1975)

Diane Ladd (* 29. November 1935 als Rose Diane Lanier in Meridian, Mississippi) ist eine US-amerikanische Schauspielerin, Filmregisseurin und Autorin. In ihrer mehr als fünf Jahrzehnte währenden Schauspielkarriere hatte sie Rollen in über 120 Film- und Fernsehproduktionen. Sie war dreimal für einen Oscar nominiert.

## Biografie
Die Tochter von Preston Paul Lanier und Mary Lanier ist eine entfernte Cousine des bekannten Dramatikers Tennessee Williams. Ihr Vater war von Beruf Tierarzt und verkaufte selbsthergestellte Produkte im amerikanischen Süden. Nach dem High-School-Abschluss besuchte Ladd ein Mädchenpensionat in New Orleans, sang im Kirchenchor und in Bands und widmete sich dem Theater. Entdeckt wurde sie von dem Schauspieler John Carradine, der im Galley Circle Theatre in New Orleans auf sie aufmerksam wurde. Er verschaffte ihr daraufhin eine Rolle in dem Stück Tobacco Road. Als Jugendliche übersiedelte Ladd nach New York, wo sie sich als Sekretärin sowie als Model und Tänzerin im Copacabana-Nachtclub ihren Lebensunterhalt verdiente. Daneben nahm sie am Actors Studio Schauspielunterricht.
In den folgenden Jahren widmete sie sich der Theaterarbeit. Sie erschien in der National-Company-Produktion von Michael V. Gazzos A Hatful of Rain neben Ben Gazzara und war off-Broadway in einer Aufführung von Tennessee Williams’ Orpheus steigt herab zu sehen. Parallel zur Theaterkarriere folgten in Unterwelt (1960) und dem Drama Wilde Knospen (1961) erste Statistenrollen beim Film. Bis Ende der 1960er Jahre hatte sie auch Gastrollen in zahlreichen Fernsehserien, darunter Auf der Flucht (1964) oder Rauchende Colts (1964–1967). 1968 folgte ihr Broadway-Debüt in der wenig erfolgreichen Komödie Carry Me Back to Morningside Heights neben Louis Gossett jr. und Cicely Tyson.
Anfang der 1970er Jahre folgte sie verstärkt Filmangeboten. Den Durchbruch als Schauspielerin ebnete ihr die Nebenrolle einer frechen Kellnerin in Martin Scorseses Drama Alice lebt hier nicht mehr (1974). Der Part der Flo neben Titelheldin Ellen Burstyn brachte ihr den BAFTA Award sowie eine Oscar- und eine Golden-Globe-Nominierung ein. Im selben Jahr gehörte sie zum Schauspielensemble von Roman Polańskis Oscar-prämiertem Film Chinatown.
An diesen Erfolg konnte Ladd in weiteren Filmrollen vorerst nicht anknüpfen und übernahm daraufhin 1976 die Titelrolle in dem Broadway-Stück A Texas Trilogy: Lu Ann Hampton Laverty Oberlander, die ihr ein Jahr später eine Nominierung für den Drama Desk Award einbrachte. Sie konzentrierte sich zunehmend auf Fernseh-Arbeiten und spielte etwa in der von Martin Scorseses Film inspirierten Serie Alice (1980–1981). Für die Nebenrolle der Südstaaten-Sängerin und Kellnerin Belle Dupree gewann sie einen Emmy.
Erfolge beim Film stellten sich erst wieder Anfang der 1990er Jahre ein, jeweils durch Projekte, deren Geschichten in den Südstaaten angesiedelt waren und in denen sie neben ihrer Tochter Laura Dern auftrat. In David Lynchs Geschichte Wild at Heart – Die Geschichte von Sailor und Lula (1990) spielte sie Derns rachsüchtige, hysterische Mutter, die einen Killer auf ihren Schwiegersohn in spe (gespielt von Nicolas Cage) ansetzt. In Martha Coolidges Die Lust der schönen Rose (1991) war sie als weibliches Oberhaupt einer gutsituierten Familie zu sehen, die ein junges Mädchen mit dunkler Vergangenheit (Dern) aufnimmt. Beide Filme brachten ihr erneut Nominierungen bei den Oscar- und Golden-Globe-Verleihungen ein. Nebenbei sind Ladd und Dern bis heute das einzige Mutter-Tochter-Gespann, das für denselben Film (Die Lust der schönen Rose) als beste Darstellerin(nen) für den Oscar nominiert gewesen ist.

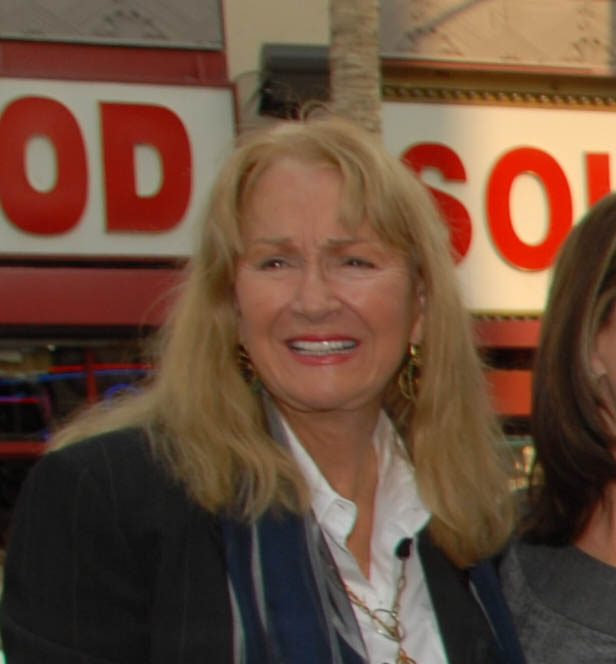
Diane Ladd, 2007

Weitere Filme, in denen Ladd und Dern gemeinsam mitwirkten, waren Alexander Paynes Komödie Baby Business (1996), Billy Bob Thorntons Daddy and them – Durchgeknallt in Arkansas (2001) und David Lynchs Inland Empire (2006). 1994 war sie außerdem in Derns Regiedebüt The Gift zu sehen. Ein Jahr später schrieb Ladd das Drehbuch und führte Regie bei Der teuflische Plan der verrückten Mrs. Munck. In der Tragikomödie übernahm sie auch die Titelrolle neben ihrem Ex-Ehemann Bruce Dern. Ihre Tochter erstellte über die Dreharbeiten den Dokumentarfilm Mom And Dad. Von 2011 bis 2013 waren sie erneut als Mutter-Tochter-Gespann in der preisgekrönten US-amerikanischen Fernsehserie Enlightened – Erleuchtung mit Hindernissen zu sehen.
Diane Ladd lebt in Südkalifornien. Sie war von 1960 bis 1969 mit ihrem Schauspielkollegen Bruce Dern verheiratet, den sie bei der Theaterproduktion von Tennessee Williams’ Orpheus steigt herab (1959) kennenlernte und mit dem sie unter anderem in dem Spielfilm Die wilden Engel (1966) spielte. Aus der Ehe gingen zwei Töchter hervor, Diane Elizabeth Dern (1960–1962) und die Schauspielerin Laura Dern (* 1967). In zweiter Ehe war sie mit William A. Shea jr. (1969–1977) verheiratet. 1999 ehelichte sie den Geschäftsmann und Filmproduzenten Robert Hunter. 2006 veröffentlichte Ladd das Selbstfindungsbuch Spiraling Through the School of Life.
Im November 2010 wurde Diane Ladd auf dem Hollywood Walk of Fame mit einem Stern in der Kategorie Film (6270 Hollywood Boulevard) geehrt.

## Filmografie (Auswahl)
- 1959: The Big Story (Fernsehserie, Folge 9x16 The Smell of Death)
- 1966: Die wilden Engel (The Wild Angels)
- 1969: Der Gauner (The Reivers)
- 1970: Rebel Riders (The Rebel Rousers)
- 1970: Macho Callahan
- 1971: The Steagle
- 1973: Der Tiger hetzt die Meute (White Lightning)
- 1974: Chinatown
- 1974: Alice lebt hier nicht mehr (Alice Doesn’t Live Here Anymore)
- 1976: Novemberplan (The November Plan, Fernsehfilm)
- 1976: Embryo
- 1980–1981: Alice (Fernsehserie)
- 1981: Jede Nacht zählt (All Night Long)
- 1983: Grace Kelly (Fernsehfilm)
- 1983: Das Böse kommt auf leisen Sohlen (Something Wicked This Way Comes)
- 1984: Das Mädchen des Monats (I Married a Centerfold, Fernsehfilm)
- 1985: Schuldlos hinter Gittern (Crime of Innocence, Fernsehfilm)
- 1987: Die schwarze Witwe (Black Widow)
- 1987: Ein Hoch auf die Familie (Celebration Family, Fernsehfilm)
- 1988: Stürme des Herzens (Bluegrass, Fernsehfilm)
- 1988: Plain Clothes – Mord in der Highschool (Plain Clothes)
- 1989: Schöne Bescherung (Christmas Vacation)
- 1990: Rock Hudson (Fernsehfilm)
- 1990: Wild at Heart – Die Geschichte von Sailor und Lula (Wild at Heart)
- 1990: Die Doppelgängern (The Lookalike, Fernsehfilm)
- 1991: Der Kuß vor dem Tode (A Kiss Before Dying)
- 1991: Die Lust der schönen Rose (Rambling Rose)
- 1992: Mystery Ghost (Forever)
- 1992: Halt mich, küß mich, lieb mich (Hold Me, Thrill Me, Kiss Me)
- 1992: Chaoten-Spione (Spies Inc.)
- 1993: Carnosaurus (Carnosaur)
- 1993: Wiegenlied des Todes (Hush Little Baby, Fernsehfilm)
- 1993: Die sieben besten Jahre (The Cemetery Club)
- 1993: Der Kidnapper (Father Hood)
- 1995: Der teuflische Plan der verrückten Mrs. Munck (Mrs. Munck)
- 1996: Mörderisches Herz (Mother)
- 1996: Baby Business (Citizen Ruth)
- 1996: Die Belagerung von Ruby Ridge (The Siege at Ruby Ridge)
- 1997: Abenteuerliche Erbschaft (The Westing Game)
- 1997: James Dean – Schnelles Leben, schneller Tod (James Dean: Race with Destiny, Fernsehfilm)
- 1998: Mit aller Macht (Primary Colors)
- 2000: 28 Tage (28 Days)
- 2000: Verborgene Wahrheit (Sharing the Secret, Fernsehfilm)
- 2000: Und das soll der Himmel sein? (Can’t Be Heaven)
- 2001: Endgültig (Aftermath, Fernsehfilm)
- 2001: Daddy and them – Durchgeknallt in Arkansas (Daddy and Them)
- 2002: Mein Freund der Geist (Redemption of the Ghost)
- 2002: Talking to Heaven (Living with the Dead, Fernsehfilm)
- 2004: Kingdom Hospital
- 2005: Mit Herz und Hand (The World’s Fastest Indian)
- 2006: Come Early Morning – Der Weg zu mir (Come Early Morning)
- 2007: Nora Roberts – Der weite Himmel (Nora Roberts’ Montana Sky)
- 2008: Jake’s Corner
- 2009: American Cowslip
- 2011–2013: Enlightened – Erleuchtung mit Hindernissen (Enlightened, Fernsehserie, 18 Folgen)
- 2012: Deadtime Stories: Grave Secrets
- 2015: Joy – Alles außer gewöhnlich (Joy)
- 2016–2022: Chesapeake Shores (Fernsehserie)
- 2019: The Last Full Measure
- 2022: Gigi & Nate

## Auszeichnungen

### Oscar
- 1975: nominiert als beste Nebendarstellerin für Alice lebt hier nicht mehr
- 1991: nominiert als beste Nebendarstellerin für Wild at Heart
- 1992: nominiert als beste Nebendarstellerin für Die Lust der schönen Rose

### British Academy Film Award
- 1976: Beste Nebendarstellerin für Alice lebt hier nicht mehr

### Golden Globe Award
- 1975: nominiert als beste Nebendarstellerin für Alice lebt hier nicht mehr
- 1981: Beste Nebendarstellerin in einer Serie, Mehrteiler oder Fernsehspielfilm für Alice
- 1991: nominiert als beste Nebendarstellerin für Wild at Heart
- 1992: nominiert als beste Nebendarstellerin für Die Lust der schönen Rose

### Weitere
Emmy
- 1993: nominiert als beste Gastdarstellerin in einer Drama-Serie für Dr. Quinn – Ärztin aus Leidenschaft
- 1994: nominiert als beste Gastdarstellerin in einer Drama-Serie für Grace
- 1997: nominiert als beste Gastdarstellerin in einer Drama-Serie für Ein Hauch von Himmel

High Falls Film Festival
- 2005: Susan B. Anthony 'Failure is Impossible' Award

Independent Spirit Awards
- 1992: Beste Nebendarstellerin für Die Lust der schönen Rose

Temecula Valley International Film Festival
- 2003: Lifetime Achievement Award